# Ialtris dorsalis
Ialtris dorsalis är en ormart som beskrevs av Günther 1858. Ialtris dorsalis ingår i släktet Ialtris och familjen snokar. Inga underarter finns listade i Catalogue of Life.
Arten förekommer i Västindien på Hispaniola samt på mindre intill liggande öar. Honor lägger ägg. Denna orm lever i låglandet och i kulliga områden upp till och 300 meter över havet. Exemplaren vistas i torra skogar och häller till på marken. De har ödlor, gnagare och groddjur som föda. Arten behöver antagligen ursprungliga skogar.
Beståndet hotas av skogsröjningar. Några exemplar dödas av introducerade manguster. IUCN listar arten som nära hotad (NT).